# Silvio Stampiglia

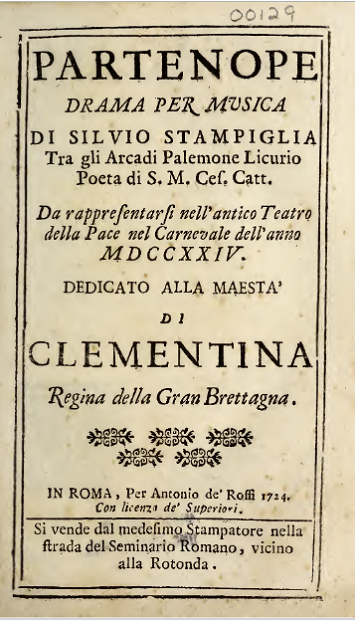
Titelblatt des Programmhefts der Partenope-Vertonung von Manuel de Sumaya, 1724

Silvio Stampiglia (auch Animoso und Palemone Licurio; * 14. März 1664 in Civita Lavinia; † 26. Januar 1725 in Neapel) war ein italienischer Dichter und Librettist. Als Mitbegründer der Accademia dell’Arcadia wird ihm damit auch die Entwicklung der Opera seria mit zugeschrieben.
Seine größten Erfolge sind Camilla in ihren verschiedenen Versionen, weitere Bearbeitungen von Texten von Nicolò Minato wie zum Beispiel Serse, 1738 vertont von Georg Friedrich Händel, und La Partenope, das unter anderem 1711 in Mexiko zu Musik Manuel de Sumayas eine Erstaufführung in Amerika hatte und 1730 in London zu Musik von Händel gespielt wurde.

## Leben

### Ausbildung
Silvio Stampiglia entstammte einer wohlhabenden Familie, auch wenn der Beruf seines Vaters Don Andrea mit „Kohlenhändler“ angegeben wird. Seine Mutter war Plautilla Cennami, Tochter des Giuseppe Cennami. Seine ältere Schwester Agnese (* 21. Oktober 1662) heiratete Don Paolo Sarnani aus Ariccia. Neben vielen Besitztümern in Rom besaß sein Vater Andrea einen Bauernhof und ein Haus in Civita, das er von den Feudalherren der Familie Cesarini gepachtet hatte. Dort wurde Silvio geboren. Seine Mutter Plautilla gehörte zur Familie des Komponisten Pietro Antonio Cennami, der in den Jahren 1695 bis 1698 vier Oratorien komponierte.: S. 11 
Ab 1674 trat er in das römische Collegio Nazareno ein, wo er den Namen Animoso annahm, Mitglied der Accademia degli Incolti und 1678 ihr „Vorsteher“ wurde. Sein Onkel Servilio, Erzpriester an der Stiftskirche Santa Maria Maggiore – wo er getauft worden war –, bestimmte ihn für ein Studium der Rechtswissenschaften. So verließ er gegen seinen Willen die Nazarener. Wenig später gab er diese Jura-Vorlesungen auf und ging zu dem Mathematiker Giordano Vitale (1633–1711), der vor allem für sein Theorem zum Saccheri-Viereck bekannt wurde. Doch auch dort hielt es ihn nicht lange und er begann, sich mit Poesie zu beschäftigen.

### Berufliche Karriere
Sein Großonkel mütterlicherseits, Rocco Jacomini, Gentiluomo di Sua Santità bei Lorenzo Onofrio Colonna (1637–1689), hatte ihn zuvor schon zu Aufführungen im Teatro Contestabile Colonna mitgenommen und spielte dort bald selbst auch mit. „Im Alter von 17 Jahren begann er, einige Oratorien und Serenaden aufzuführen.“ 1683 erschien eine seiner Sonetten in Maria Antonia Scalera Stellinis tragikomischer Oper Il Coraspe redivino. Stellini konnte erwirken, Silvio durch die Aufnahme in die Accademia degli Sfaccendati zu fördern. Bald arbeitete er für die Herzöge von Paliano, Mitglieder der Familie Colonna. Ein von ihm komponiertes Geburtstagsständchen für die Braut des Kronprinzen Philippo, die spanische Adelige Lorenza de la Cerda y Aragón, das im August 1683 im Palazzo Colonna vorgetragen werden sollte, kam wegen der Zweiten Türkenbelagerung von Wien nicht zur Aufführung.
Neue Möglichkeiten eröffneten sich durch Lorenzas Bruder, Luis de la Cerda y Aragón (1660–1711), einen großen Liebhaber des Theaters und der Musik, der im Juli 1687 als Botschafter in Rom eintraf. In diesem günstigen Klima entstand Stampiglias erstes wichtiges Werk, das Oratorium Santo Stefano primo re dell’Ungheria, auch Oratorio dei Filippini. 1712 verfasste Antonio Caldara unter dem gleichen Titel ein Oratorium nicht geistlichen, sondern politischen Inhalts, das die Eindrücke des Spanischen Erbfolgekriegs verarbeitete und von Alessandro Scarlatti vertont wurde. Stampiglias Werk war Fürst Livio Odescalchi (1652–1713), dem Neffen von Innozenz XI., gewidmet und wurde am 9. März 1687 zu Musik von Flavio Lanciani (1761–1706) uraufgeführt. Das Oratorium huldigte dem Herrscher, der Ungarn wieder der Katholischen Kirche zugeführt hatte, und wurde für Stampiglia zur Eintrittskarte in die römische Bruderschaft Stimmate di San Francesco, in die er am 1. August 1688 aufgenommen wurde.
Die Gründung der Accademia dell’Arcadia am 5. Oktober 1690 geht mit auf seine Initiative zurück – entsprechend gehörte er auch zu den Gründungsmitgliedern – und resultiert aus dem Zusammenschluss mehrerer Künstler, zu denen auch die Literaten Giovanni Mario Crescimbeni, Giambattista Felice Zappi, Vincenzo Leonio, Pompeo Figari und Giovanni Vincenzo Gravina gehörten, die sich zuvor schon zur Accademia degli Infecondi zusammengeschlossen hatten. Dort firmierte er unter dem Namen Palemone Licurio. Am 20. Nai 1696 hielt er eine feierliche Rede bei der Generalversammlung über die „Gesetze“, die in den Farnesischen Gärten auf dem Palatin stattfand.
1690 erhielt Stampiglia von Kardinal Pietro Ottoboni, einem Urenkel von Alexander VIII., den Auftrag für einen Text einer Kantate, die zu der Musik von Flavio Lanciani im Vatikan vor dem Papst und den Kardinälen zur Aufführung kam. Weitere Konzerte folgten 1701 in Rom und Florenz. Zwei Jahre später schrieb er zur Hochzeit von Margherita Farnese (1664–1718) mit Francesco II. d’Este Il fortunato oratorio Il martirio di S. Adriano, zu dem Francesco Antonio Pistocchi die Musik lieferte. Zwar wird in dem ursprünglichen Libretto Stampiglias Name nicht aufgeführt, doch wurde er auf der venezianischen Ausgabe von 1699 abgedruckt, was die Vermutung zulässt, dass sich das Ansehen von Stampiglia in der Zwischenzeit weiter verfestigt hatte. Dies wird durch die Biografische Lobrede Pier Caterino Zenos von 1733 bestätigt, der zu diesem Lebensabschnitt Stampiglias meinte, dass jener „seine Hände in jeder Oper hatte“, überarbeitete er doch in den Jahren 1692 bis 1696 Dramen für Musik von Nicolò Minato, Adriano Morselli (1600–1691), Giulio Cesare Corradi, Nicolò Beregan und Matteo Noris, die zum Karneval im Teatro Tordinona aufgeführt wurden, teils mit maßgeblichen Veränderungen. Trotz dieser hohen Zahl von etwa zehn Werken ist sein Name nur bei Xerse und Tullus Hostilius – beide von 1694 – im kollektiven Musikgedächtnis geblieben. Dies auch, weil 1738 Händel dieses Werk aufgriff und es neu herausbrachte. Allein vier Opern wurden von Giovanni Bononcini vertont, der seit 1691 in den Diensten von Lorenza de la Cerda Colonna stand. In diesen Jahren entstanden weitere Oratorien und Serenaden, etliche davon für Namens- und Geburtstage der Bräute des Prinzen Philip Colonna und des Botschafters María Téllez Girón y Sandoval. Alle wurden im Colonna-Palast oder im Spanischen Palast uraufgeführt und „wurden wegen der Erlesenheit der Verse hochgeschätzt“.
Am 29. Dezember 1695 wurde Luis de la Cerda y Aragón, seit 1691 Herzog von Medinaceli, von Karl II. zum Vizekönig von Neapel ernannt. Mit Luis sollte sich das spätere Schicksal des Dichters verbinden. Luis holte seinen Landsmann Stampiglia nach Parthenope, um das kulturelle Leben dieser alten Stadt in musikalischer und theatralischer Hinsicht aufzuwerten. Ob sich Stampiglia dauerhaft in Neapel niederließ, ist jedoch unsicher. Entsprechend widmete er die ersten fünf hier geschriebenen Opern der Vizekönigin Maria. Besonders die erste mit einer Musik von Bononcini Il trionfo di Camilla regina de’ Volsci hatte einen dauerhaften Erfolg: Sie wurde im Teatro San Bartolomeo am 27. Dezember 1696 uraufgeführt, wurde im 18. Jahrhundert zunächst in Italien wiederaufgenommen und gehört zu den ersten Opern, die in London in englischer Sprache zur Aufführung kamen – bei Beibehaltung der Originalstrophen in den Arien. In den Jahren 1706 bis 1726 wurde sie in dieser Fassung 111-mal aufgeführt.
Drei Opern entstanden in Zusammenarbeit mit dem Königlichen Kapellmeister Alessandro Scarlatti (La caduta de’ Decemviri, 1697; L’Eraclea, 1700; Tito Sempronio Gracco, 1702) und zu Karneval 1699 La Parthenope mit der Musik von Luigi Mancia. Dieses Drama war ebenfalls sehr erfolgreich und wurde ein halbes Jahrhundert lang in Italien und Europa aufgeführt und könnte das erste gewesen sein, das in Amerika zur Aufführung kam. Dazu existiert ein undatiertes, zweisprachiges Libretto für eine Inszenierung im Vizekönigspalast in Mexiko-Stadt, das in den Jahren 1714 bis 1732 gedruckt sein muss. In diese neapolitanische Phase Stampiglias fällt auch die Heirat mit der Römerin Brigida Vivaldi, deren Familie aus Taggia in Ligurien stammte. Das erste von insgesamt drei Kindern, die in Neapel geboren wurden, war Luigi Maria (* 25. November 1798). Dessen Name war eine Hommage an die Taufpaten Luis und Maria de la Cerda. Der Name der Zweitältesten Lavinia Maddalena ehrte das Land, in dem sie geboren wurde. Ferner kam noch Leopoldo (* 6. Januar 1700) in Neapel zur Welt, starb aber noch im selben Jahr. Von den anderen drei, später geborenen Kindern überlebten zwei weitere das Kindesalter nicht.: S. 11
Mit dem Tod Karls II., dem Ausbruch des Spanischen Erbfolgekriegs und der Macchia-Verschwörung wurde Luis de la Cerda zurück in sein Heimatland beordert. Nur kurze Zeit noch blieb Stampiglia unter seinem neuen Dienstherrn, dem Herzog von Escalona, in Neapel. In dieser Zeit (Frühjahr 1702) dürfte er zwischen dem Vizekönig und Kardinal Ottoboni als Vermittler anlässlich des Besuchs von Philipp V. gewirkt haben, Arcangelo Corelli, der gleichfalls in den Diensten Ottobonis stand, nach Neapel zu holen.
In den Jahren 1798 bis 1809 waren alle Opernhäuser in Rom geschlossen. Stampiglia versuchte daher sein Glück in Florenz, wo er unter Ferdinando I. de’ Medici zwei Dramen entwarf, die zu Musik von Domenico Scarlatti gesetzt wurden: im September 1704 Turno Aricino und ein Jahr später Lucio Manlio l’imperioso. In der Karnevalszeit 1705 überarbeitete Stampiglia zwei venezianische Dramen, Gli amanti generosi (Musik von Francesco Mancini) und Il più fedel tra vassalli (Giuseppe Aldrovandini), die in Neapel aufgeführt wurden. Ein Sonett spielt auf seinen Aufenthalt in Venedig an, der über den Jahreswechsel 1705/ 1706 erfolgt sein dürfte.
Ende 1706 wurde Stampiglia als Caesarendichter Nachfolger von Donato Cupeda in Wien und wirkte unter Joseph I., der mit Frankreich, später auch mit Italien im Krieg stand. Dort traf er auch wieder auf Giovanni Bononcini, der nach dem Tod der Contabilessa Lorenza (21. August 1697) an den kaiserlichen Hof berufen worden war. Mit dem plötzlichen Tod des Kaisers am 17. April 1711 und der Krönung Karls VI. am 22. Dezember 1711 verschlechterten sich die Verhältnisse für Stampiglia: Hatte er unter Joseph I. das stattliche Gehalt von 4000 Gulden erhalten, musste er jetzt um den Erhalt seines Lebensstandards kämpfen, wie in einem Sonett angedeutet wird: „der Autor die Gnade des Aug. Imp. Karl VI. erfleht“. Entsprechend dürftig waren seine Ergebnisse: 1711 schrieb er nur ein Libretto für ein Oratorium, 1713 gab es lediglich ein weiteres Werk für den Hof, eine Komposition für die Ankunft der Kaiserin von Barcelona in Mailand. Damit endete auch die Zusammenarbeit mit Bononcini, der Wien Ende 1713 in Richtung Rom verließ. Karl VI. setzte Apostolo Zeno offiziell als Nachfolger Stampiglias ein, doch dieser blieb zunächst in Wien, auch, weil offensichtlich ein ansonsten gutes Verhältnis zum Adel bestand. Auffällig ist jedoch das Schweigen der Quellen zu diesem Lebensabschnitt.
Ab 1718 war der Dichter wieder in Rom und schrieb unter anderem für den habsburgischen Botschafter beim Heiligen Stuhl, Gallas, dann für Kardinal Michael d’Althann und 1718 sowie 1720 zwei Weihnachtskantaten für Papst Clemens XI.  Daneben betreute er die Neufassung zweier Dramen für die Teatri Pace e Capranica und erneuerte seinen Kontakt zur Accademia dell’Arcadia, die er 1690 mitgegründet hatte. Dort entstand unter seiner Mitwirkung eine Biografie zu Paolo Antonio del Nero (1666–1718). Auch begann er nun, seine eigenen Verse zu sammeln. Von Michael d’Althann, der seit Juli 1720 kaiserlicher Bevollmächtigter war, erhielt er in den Jahren 1720 und 1721 den Auftrag für eine Kantate zum Namenstag der Kaiserin Elisabeth Christine von Braunschweig-Wolfenbüttel, die von Pietro Paolo Bencini vertont wurde. Es bestand weiterhin enger Kontakt zu Wien. Stampiglia erhielt 1722/1723 Aufträge für ein oder zwei Oratorien. Mit der Einsetzung Althanns als Vizekönig gehörte Stampiglia zu seinem Gefolge und diente als sein Sekretär. Trotz zunehmender Gebrechlichkeit gab er 1722 eine Neufassung seiner Oper Partenope mit den komischen Zwischenspielen Eurilla und Beltramme (Musik von Domenico Sarro) heraus, die gleichfalls sehr erfolgreich wurde. Es folgten im Januar 1724 in Zusammenarbeit mit Nicola Porpora die epithalmische aristokratische Serenade Hymenaeus, die später von seinem Sohn Luigi Maria 1732 unter dem Titel Jason überarbeitet wurde, und im Herbst 1724 mit Leonardo Vinci eine neue Version von Heraclea. Auch in der Spielzeit 1724/1725 war er mit einigen Dramen, teils mit bearbeiteter, teils mit neuer Musik aktiv. Seine angeschlagene Gesundheit wurde schon frühzeitig auf Leberzirrhose in Kombination mit Atembeschwerden diagnostiziert. Durch einen Reitunfall im Januar 1725 war er so sehr geschwächt, dass er bald darauf starb.

“Tra i maggiori librettisti del suo tempo, assurto come tale a fama europea, è stato a lungo considerato nella storiografia operistica uno dei ‘riformatori’ del dramma per musica sull’onda del razionalismo affermatosi tra gli ultimi anni del Sei e i primi decenni del Settecento, ruolo senza dubbio acconcio a uno dei fondatori dell’Arcadia.”

„Als einer der größten Librettisten seiner Zeit und als solcher zu europäischem Ruhm gelangt, gilt er in der Operngeschichtsschreibung seit langem als einer der „Reformer“ des Musikdramas auf der Welle des Rationalismus, der sich zwischen den letzten Jahren des 17. und den ersten Jahrzehnten des 18. Jahrhunderts durchsetzte, eine Rolle, die einem der Gründer Arkadiens zweifellos zukommt.“

## Werke
Das überaus vielfältige Œuvre Silvio Stampiglias ist vor allem für seine Musikdramen bekannt, er schrieb aber auch Serenaden und mehrere Kompositionen. Zu den wichtigsten lyrischen Werken zählen Xerse (1694), Tullus Ostilio (1694), Il trionfo di Cammilla regina de Volsci (1696), Der Fall der Decemvirs (1699), La Partenope (1709) und Caio Gracco (1710). La Partenope war die erste italienische Oper, die 1711 in der Neuen Welt, in Mexiko, aufgeführt wurde.: S. 11 Stampiglia hat mit allen großen Komponisten seiner Zeit im Umfeld Italiens zusammengearbeitet, hauptsächlich mit dem Modenser Giuseppe Boniventi, aber auch mit Alessandro Scarlatti, Arcangelo Corelli, Domenico Scarlatti und Luigi Mancia. Der Erfolg seiner Werke hat auch ihr Schaffen beflügelt. Stampglias Werke sind auch nach seinem Tod noch mehrfach „gecovert“ worden und waren teils genauso erfolgreich wie die Originale.
Idealtypisch ist sein Werk Il trionfo di Cammilla regina de Volsci, das La Partenope sehr ähnelt und in London sehr erfolgreich war. Die Heldin Camilla, als Hirtin verkleidet, kommt in die Volsker Landschaft, um König Latinus vom Thron zu verdrängen, weil sie die eigentliche Erbin von Parthenope ist. „Ohne es zu wissen, verliebt sie sich in Prenesto, den Sohn des Latinus. Das ganze Werk ist voller Liebesintrigen und politischer Verschwörungen. Am Ende überwindet die Liebe alle Schwierigkeiten und die Zwietracht zwischen den beiden Völkern wird ausgelöscht.“: S. 11
Stampiglia gehörte zur ersten Generation der Reform-Librettisten, die ihren Werken durch klarere Handlungsstränge, Verzicht auf Unmoralisches, Wunder und Manierismen eine deutlichere Stringenz verliehen. Darüber hinaus gab es feste Personenkonstellationen und die Arien wurden, um den Handlungsverlauf nicht zu stören, ans Ende einer Szene gelegt. Thematisch ging es um Politik und Beziehungen; auch aktuelle Anspielungen wurden nicht gescheut, durch die szenische Verlegung auf historische Schauplätze aber eine unmittelbare Auseinandersetzung vermieden.